# Janine Chang
Janine Chang (张钧甯) est une actrice taïwanaise née le 4 septembre 1982 à Munich en Allemagne.

## Drama (séries TV)
- The Four 2013 (post-production)
- The Empress of China (Hunan TV, 2014)
- Our Year (CTV, 2014)
- You Light Up My Star (FTV, 2014)
- Le Jun Kai (2013)
- Zui Mei De Shi Guang (Hunan TV, 2013)
- Hui Jia (JZTV, 2012)
- Tong Hua Er Fen Zhi Yi (Hunan TV, 2012)
- Happy Michelin Kitchen (CTV/Anhui TV, 2012)
- Zhen Xin Qing An Liang Ci Ling (CTS, 2011)
- Sunny Happiness (CTV, 2011)
- Tian Ya Zhi Nu (2010)
- Black and White (PTS, 2009)
- Honey and Clover (CTS, 2008)
- Wayward Kenting (PTS, 2007)
- The Hospital (CTV, 2006)
- Banquet (赴宴) (PTS, 2003)
- Love Train (TTV, 2003)

## Films
- A Minute More (2014)
- Racer Legend (2011)
- Murderer (2009)
- Tea Fight (2008)
- What on Earth Have I Done Wrong?! (2006)
- The Song of Spirits (2006)
- Silk as Hemei (2006)
- The Strait Story(2005)
- Holiday Dreaming as Chen Xin Xin (2004)